# Jazīreh-ye Shatvār
Jazīreh-ye Shatvār (persiska: جَزيرِۀ شَتوَر, جَزيرِۀ شُتور, جَزيرِۀ شيتوار, جزیره شتوار, Jazīreh-ye Shatvar) är en ö i Iran.   Den ligger i provinsen Hormozgan, i den södra delen av landet, 1 000 km söder om huvudstaden Teheran. Arean är 0,85 kvadratkilometer.
Terrängen på Jazīreh-ye Shatvār är mycket platt. Den sträcker sig 0,9 kilometer i nord-sydlig riktning, och 1,6 kilometer i öst-västlig riktning.